# Великий Чернятин
Вели́кий Черня́тин —  село в Україні, у Старокостянтинівській міській громаді Хмельницького району Хмельницької області. Населення становить 874 осіб. До 2020 орган місцевого самоврядування — Великочернятинська сільська рада.

## Історія
7 (20) листопада 1917 року, відповідно до.Третього Універсалу Української Центральної Ради, увійшло до складу Української Народної Республіки.
12 червня 2020 року, відповідно до розпорядження Кабінету Міністрів України № 727-р «Про визначення адміністративних центрів та затвердження територій територіальних громад Хмельницької області», увійшло до складу Старокостянтинівської міської громади.
19 липня 2020 року, після ліквідації Старокостянтинівського району, село увійшло до Хмельницького району.

## Легенда заснування села
З давніх-давен, ще від 1517 року існує цікава легенда щодо створення цього мальовничого села!!! Говорять, що жив колись чоловік і було у нього два сини, відповідно старший і молодший. Чоловік був заможним, мав достатньо земель. Прізвище носив досить цікаве і дивне - Черняк. Жили вони щасливо, але в один день сталась біда, батько захворів, тоді він вирішив поділити свої володіння між синами. Старшому дісталась територія, що звалась Великий Чернятин, а молодшому - Малий Чернятин. Від того часу, як помер їх батько, стали вони керувати отриманими землями. Щодо назва Чернятин, то вона утворилась трохи пізніше, у ході переказу легенди із покоління в покоління.